# Frank DeSimone
Frank DeSimone (n. 1909 - d. 4 august 1967) a fost șeful familiei mafiote din Los Angeles din 1956 până în 1967. DeSimone, care s-a născut și a murit în Los Angeles, California a fost fiul fostului don Rosario DeSimone. Mai era cunoscut și ca "One Eye". 